# George Karel Gerardus van Aaken
George Karel Gerardus van Aaken (Den Haag, 26 november 1851 – Amsterdam, 24 januari 1920) was een Nederlands violist.
Hij werd geboren binnen het gezin van Gerardus van Aaken en Catharina Lucretia Mulder. Hijzelf trouwde in 1876 met Johanna Theresia Vervloet. Dochter Marie van Aaken (1881-1971) werd pianiste, dochter Georgine van Aaken (1886-1952) violiste. Hij overleed na een kort ziekbed in het Amsterdamse Diaconessenhuis aan de Overtoom. Hij werd, alhoewel wonend in Amersfoort, begraven op Oud Eik en Duinen in Den Haag.
Hij studeerde viool aan de Koninklijke Muziekschool in Den Haag en speelde bij het Haagse Opera-orkest. Hij vertrok daarna voor een kort verblijf naar Engeland. Bij terugkeer had hij allerlei functies zoals orkestdirecteur van de Rotterdamse Schouwburg (1874-1883) en kapelmeester van het orkest van het 5e regiment infanterie gelegerd in Den Bosch, Nijmegen en uiteindelijk in Amersfoort (1883-1906), maar ook regelmatig concerten gaf in Artis. In die laatste functie ging hij met eervol ontslag. Hij voorzag zich van inkomsten door les te geven aan en plaats te nemen in de examencommissie van de plaatselijke muziekschool en stukjes over muziek te schrijven in het Amersfoorts Dagblad. Hij trad al die tijd ook op als violist in allerlei (Nederlandse) steden.
Hij schreef enkele werken, zoals
- Alle negen, een Kegelaars-feestmars, uitgevoerd in 1904
- muziek bij De twee markententsters, Episode uit de laatste Frans-Duitse Oorlog (een blijspel met muziek)
- Grande fantaisie de l’opera La muette de Portici